# Jim Inhofe
James Mountain Inhofe, detto Jim (Des Moines, 17 novembre 1934 – Tulsa, 9 luglio 2024), è stato un politico statunitense, senatore per lo stato dell'Oklahoma dal 1994 al 2023 e membro della Camera dei Rappresentanti per lo stesso stato dal 1987 al 1994.

## Biografia
Nato nell'Iowa, Inhofe si trasferì a Tulsa da bambino e dopo gli studi lavorò nel mondo degli affari, fino a divenire presidente di un'agenzia assicurativa. Negli anni Sessanta Inhofe entrò in politica con il Partito Repubblicano e venne eletto all'interno della legislatura statale dell'Oklahoma. Nel 1974 si candidò alla carica di governatore, ma venne sconfitto nettamente dall'avversario democratico David L. Boren. Nel 1976 si candidò alla Camera dei Rappresentanti, ma perse contro il deputato democratico in carica James Robert Jones. Due anni dopo Inhofe si candidò a sindaco di Tulsa e riuscì ad essere eletto, per poi essere riconfermato nel 1980 e nel 1982.
Nel 1986 il deputato Jones non chiese la rielezione alla Camera e Inhofe si ricandidò per il seggio, riuscendo stavolta a vincere la competizione. Inhofe venne riconfermato deputato dagli elettori fino al 1994, quando decise di lasciare la Camera per concorrere al seggio del Senato lasciato vacante da David Boren. Inhofe riuscì a farsi eleggere e a farsi riconfermare negli anni successivi. Riconquistò infatti il seggio senatoriale (di seconda classe) nelle elezioni del 1996, 2002, 2008 e 2014 e nelle elezioni del 3 novembre 2020 conquistò il suo sesto mandato senatoriale, sconfiggendo con oltre il 62% dei voti il candidato democratico Abby Broyles.
Inhofe fu giudicato uno dei membri più conservatori dell'intero Congresso, soprattutto in materia di immigrazione e diritti degli omosessuali. Ebbe inoltre diversi contrasti con gli ambientalisti: dopo aver paragonato l'EPA alla Gestapo e Carol Browner alla Rosa di Tokyo, Inhofe definì il riscaldamento globale "la seconda bufala più grande mai proposta al popolo americano dopo la separazione tra Stato e Chiesa" (nel febbraio del 2015 si presentò in senato con una palla di neve per negare l'esistenza del problema del surriscaldamento globale). Fu oggetto di numerose critiche, non solo per la sua tenace opposizione alle questioni relative al cambiamento climatico, ma anche per essersi opposto agli stanziamenti federali disposti a seguito delle catastrofi naturali causate dagli uragani abbattutisi sulle coste del Golfo e dell'Atlantico, mentre votò sempre a favore di analoghi interventi a seguito di disastri naturali interessanti il suo Stato.

## Vita privata
Nel 1959, Inhofe sposò Kay Kirkpatrick, dalla quale ebbe quattro figli.
Il 10 novembre 2013, il figlio di Inhofe, il dottor Perry Inhofe, morì in un incidente aereo a Owasso, in Oklahoma, volando da solo per la prima volta dall'addestramento su un aereo appena acquisito.
Inhofe fu il primo destinatario del Character and Leadership Award della US Air Force Academy per il suo carattere e la sua leadership nel servizio pubblico.